# Sumurup
Sumurup is een bestuurslaag in het regentschap Trenggalek van de provincie Oost-Java, Indonesië. Sumurup telt 5077 inwoners (volkstelling 2010).